# Muriel Casals

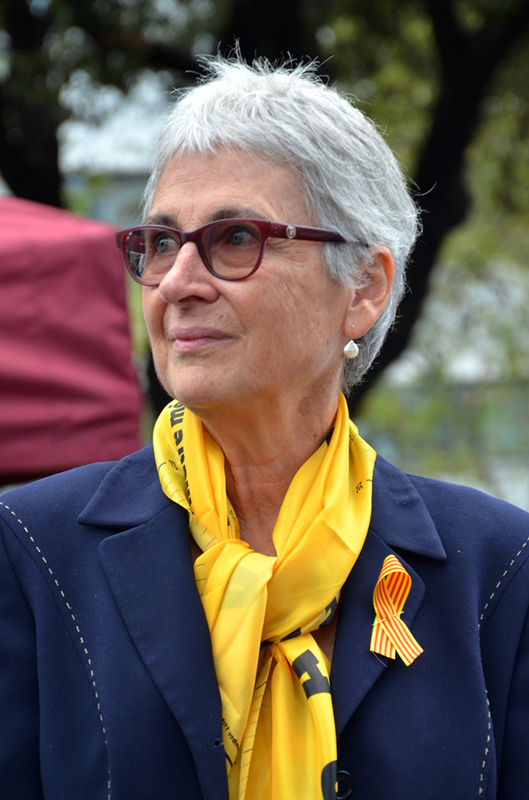
Muriel Casals i Couturier im September 2013

Muriel Casals i Couturier (* 6. April 1945 in Avignon; † 14. Februar 2016 in Barcelona) war eine spanisch-französische Wirtschaftswissenschaftlerin, Hochschullehrerin und katalanische Politikerin.

## Werdegang
Casals wurde als Tochter des katalanischen Politikers und Schriftstellers Lluís Casals García während dessen Exils in Frankreich geboren, ihre knapp sieben Jahre jüngere Schwester war die Literaturwissenschaftlerin und -historikerin Montserrat Casals. 1969 graduierte sie mit einem Lizentiat an der Universität Barcelona, 1981 promovierte sie an der Autonomen Universität Barcelona. Dort blieb sie anschließend Teil des akademischen Personals und stieg zur Professorin auf. Ihre Arbeitsschwerpunkte lagen im Bereich ökonomischer Entwicklung, unter anderem auch hinsichtlich des europäischen Wirtschaftsraums und der Rolle von Frauen hierbei. Als Kolumnistin für El Temps und Catalunya Informació popularisierte sie ihre Ansichten.
Im März 2010 übernahm Casals von Jordi Porta als erste Frau die Leitung der Organisation Òmnium Cultural, die in der Folge zunehmend politischer wurde. Die Organisation beteiligte sich maßgeblich an der katalanischen Unabhängigkeitsbewegung, was zu einem enormen Mitgliederzulauf führte. Im Juli kündigte sie ihren Abschied an, um für das neu gegründete Wahlbündnis Junts pel Sí für die katalanische Parlamentswahl im September 2015 zu kandidieren, und übergab die Leitung übergangsweise an Quim Torra. Nach der Wahl gehörte sie zu den 62 Abgeordneten des Bündnisses, das damit die größte Fraktion im Parlament von Katalonien stellte.
Am 30. Januar 2016 wurde Casals Opfer eines Fahrradunfalls, bei dem sie erhebliche Kopfverletzungen erlitt und dessen Folgen sie zwei Wochen später im Hospital Clínico y Provincial de Barcelona erlag. Posthum wurde ihr kurze Zeit später der Verdienstorden  Goldmedaille der Generalitat de Catalunya zuerkannt.